# Campiglossa lyncea
Campiglossa lyncea
 es una especie de insecto díptero que Mario Bezzi describió científicamente por primera vez en el año 1913.
Esta especie pertenece al género Campiglossa de la familia Tephritidae.